# معراج الموت (رواية)
معراج الموت هي رواية للكاتب السوري ممدوح عزام صدرت في طبعتها الأولى عن دار الأهالي في دمشق عام 1989.

## حول الرواية
تدور أحداث الرواية عن قصة حب بين شخصية سلمى المتزوجة من شخصية سعيد عثمان، الذي يسافر إلى بلد بعيدة في إحدى القارتين الأمريكيتين، تاركاً وراءه سلمى برفقة أبيه صاحب الشخصيّة الضعيفة وزوجة أبيه القوية.
حيث تلتقي سلمى بالمعلم الذي يعمل في القرية(كريم) وتنشأ بينهما علاقة حب جارفة، تؤدي إلى عرض كريم على سلمى الهرب معه للعيش بعيداً عن القرية، توافق سلمى على اقتراح كريم ويهربان إلى أحد وجهاء المنطقة طالبين الحماية، ولكن هذا الرجل لا يستطيع حماية اللاجئين، ويتمكن عم سلمى الذي يمتلك نفوذا كبيرا بالشرطة من إقناعهم على إرجاع سلمى إلى منزلها، لتعود سلمى وتعيش حبيسة في قبو تحرسه ثلاث نساء من أقربائها يرمون إليها كل يوم العجين المخلوط بالزجاج المطحون الذي يؤدي إلى موتها البطيئ

## الترجمة
تُرجمت الرواية إلى اللغة الألمانية عند دار لينوس في عام 2015.